# 21742 Rachaelscott
21742 Rachaelscott è un asteroide della fascia principale. Scoperto nel 1999, presenta un'orbita caratterizzata da un semiasse maggiore pari a 2,7678657 UA e da un'eccentricità di 0,1645719, inclinata di 4,30229° rispetto all'eclittica.